# علي الصبياني
علي حسن الصبياني لاعب كرة قدم سعودي ، يلعب حاليًا في نادي عرعر.

## مسيرة اللاعب
كانت بداياته مع نادي الفيصلي ولعب بعدها مع نادي الوطني ونادي الأنصار ونادي الجبلين ونادي الثقبة ونادي الأخدود ونادي العين ويلعب حاليًا في نادي عرعر.